# 정호윤
정호윤(鄭皓允, 1969년 9월 2일 ~ , 전라남도 광양시)은 대한민국 전라북도의회 의원이다.

## 학력
- 순천매산고등학교
- 전주대학교 법학 학사

## 경력
- 전주대학교 총학생회장
- 시민행동21 사무처장
- 민주당 전라북도당 전주시 완산구 갑 지역위원회 정책실장
- 전주연탄은행 자문위원
- 노무현재단 기획위원
- 2014년 7월 1일 ~ 2018년 6월 30일: 제10대 전라북도의회 의원
  - 2014.07 ~ 2016.06: 제10대 전라북도의회 전반기 환경복지위원회 위원
  - 제10대 전라북도의회 제1기 예산결산특별위원회 위원
  - 제10대 전라북도의회 제2기 윤리특별위원회 위원
  - 제10대 전라북도의회 제4기 예산결산특별위원회 부위원장
  - 2016.07 ~ 2018.06: 제10대 전라북도의회 후반기 환경복지위원회 부위원장
- 2018년 7월 1일 ~ : 제11대 전라북도의회 의원
  - 2018.07 ~ 2020.06: 제11대 전라북도의회 전반기 문화건설안전위원회 위원장
  - 2020.07 ~ : 제11대 전라북도의회 후반기 농산업경제위원회 위원

## 역대 선거 결과
|  | 72.58% |

|  | 0% |